# Volo Northwest Airlines 255
Il volo Northwest Airlines 255 era un volo di linea in servizio dall'aeroporto Tri-City di Freeland (Michigan) all'aeroporto John Wayne di Santa Ana, con scali intermedi all'aeroporto Internazionale di Detroit e all'aeroporto Internazionale di Phoenix. La sera del 16 agosto 1987 il McDonnell Douglas MD-82 che operava il volo precipitò subito dopo il decollo da Detroit, causando la morte dei membri dell'equipaggio e di tutti i passeggeri, ad eccezione di una bambina di quattro anni, Cecelia Cichan, che rimase gravemente ferita. A terra persero la vita due persone, investite dall'aereo, mentre altre cinque rimasero ferite.

## Il velivolo
L'aereo, un McDonnell Douglas MD-82, numero di registrazione N312RC, era pilotato dal Comandante John R. Maus, 57 anni, e dal Primo Ufficiale David J. Dodds, 35 anni. A bordo vi erano 149 passeggeri e 6 membri dell'equipaggio. Il velivolo era entrato in servizio con la Northwest Airlines immediatamente dopo la fusione con la Republic Airlines. La sua livrea era infatti ancora un mix di quella delle due compagnie aeree.

## L'incidente
Il volo 255 decollò dalla pista 3C dell'aeroporto di Detroit alle ore 20:45 EDT con ai comandi il Comandante Maus. Subito dopo essersi staccato da terra, ad un'altezza di circa 15 m, il velivolo cominciò ad inclinarsi ripetutamente da un lato e dall'altro; poi entrò in stallo, si inclinò di 40° verso sinistra e colpì un palo della luce, subendo il distacco di un pezzo dell'ala sinistra ed il seguente incendio del carburante in essa contenuto. Dopo ciò, si inclinò di 90 gradi verso destra e la sua ala destra sfondò il tetto di un autonoleggio Avis. L'aereo, ormai incontrollabile; si capovolse e si schiantò sulla Middlebelt Road, dove si spezzò in diverse parti, colpì alcuni veicoli e prese fuoco.

## Le vittime
Nell'incidente morirono tutti i sei membri dell'equipaggio e 148 dei 149 passeggeri. Molti dei passeggeri provenivano dall'area metropolitana di Phoenix; uno di loro era Nick Vanos, un centro NBA dei Phoenix Suns. Sono morti anche due automobilisti sulla vicina Middlebelt Road e cinque persone a terra sono rimaste ferite, una in modo grave. I corpi furono spostati nell'hangar nord-ovest dell'aeroporto, che fungeva da obitorio temporaneo.

## I passeggeri
Dei 149 passeggeri a bordo, 21 erano bambini, e il più giovane aveva sei mesi. L'unica sopravvissuta all'incidente è stata Cecelia Cichan, una bambina di quattro anni di Tempe, in Arizona, che stava tornando a casa insieme alla madre, Paula, al padre, Michael, e al fratello di sei anni, David, dopo aver visitato i parenti in Pennsylvania. I vigili del fuoco di Romulus hanno trovato Cichan ancora allacciata sul suo sedile, rivolta verso il basso. È stata trovata a diversi metri dai corpi della sua famiglia. Ha riportato ustioni di terzo grado e fratture al cranio, alla clavicola e alla gamba sinistra. Dopo l'incidente, Cichan si è trasferita a vivere con la zia e lo zio materni a Birmingham, in Alabama. Ha parlato ai media della sua esperienza per la prima volta nel 2011. In un'intervista del 2022 per WDIV-TV in occasione dei 35 anni dall'incidente, John Thiede, ora capitano dei vigili del fuoco di Romulus, ha parlato della sua amicizia con Cichan sin dagli anni 2000 quando entrarono in contatto e partecipò al matrimonio di Cichan del 2006.

## Le cause
Le indagini furono compiute dal National Transportation Safety Board (NTSB), che emise un rapporto nel quale si legge:
L'analisi delle registrazioni del cockpit voice recorder (CVR) fornì la prova dell'omissione compiuta dai piloti e dell'anomalia dell'alimentazione dei sistemi di allarme. Infatti, oltre all'allarme di stallo, non si udì nessun altro allarme in funzione.

## Conseguenze
Dopo l'incidente, la Northwest ha ritirato il volo numero 255 insieme al suo omologo numero 254, che era il volo di andata da Phoenix a Detroit. Furono cambiati in voli 260 e 261 a partire da settembre 1987 finché la compagnia non si fuse con Delta Air Lines all'inizio del 2010. Era ancora operato da MD-82 insieme a DC-9 e Boeing 727 ma fu sostituito da Boeing 757 e Airbus A320 nel Anni '90. Delta continua il ritiro di 255 da parte della Northwest; dal 2024 Delta non ha il volo 255.

## Memoriali

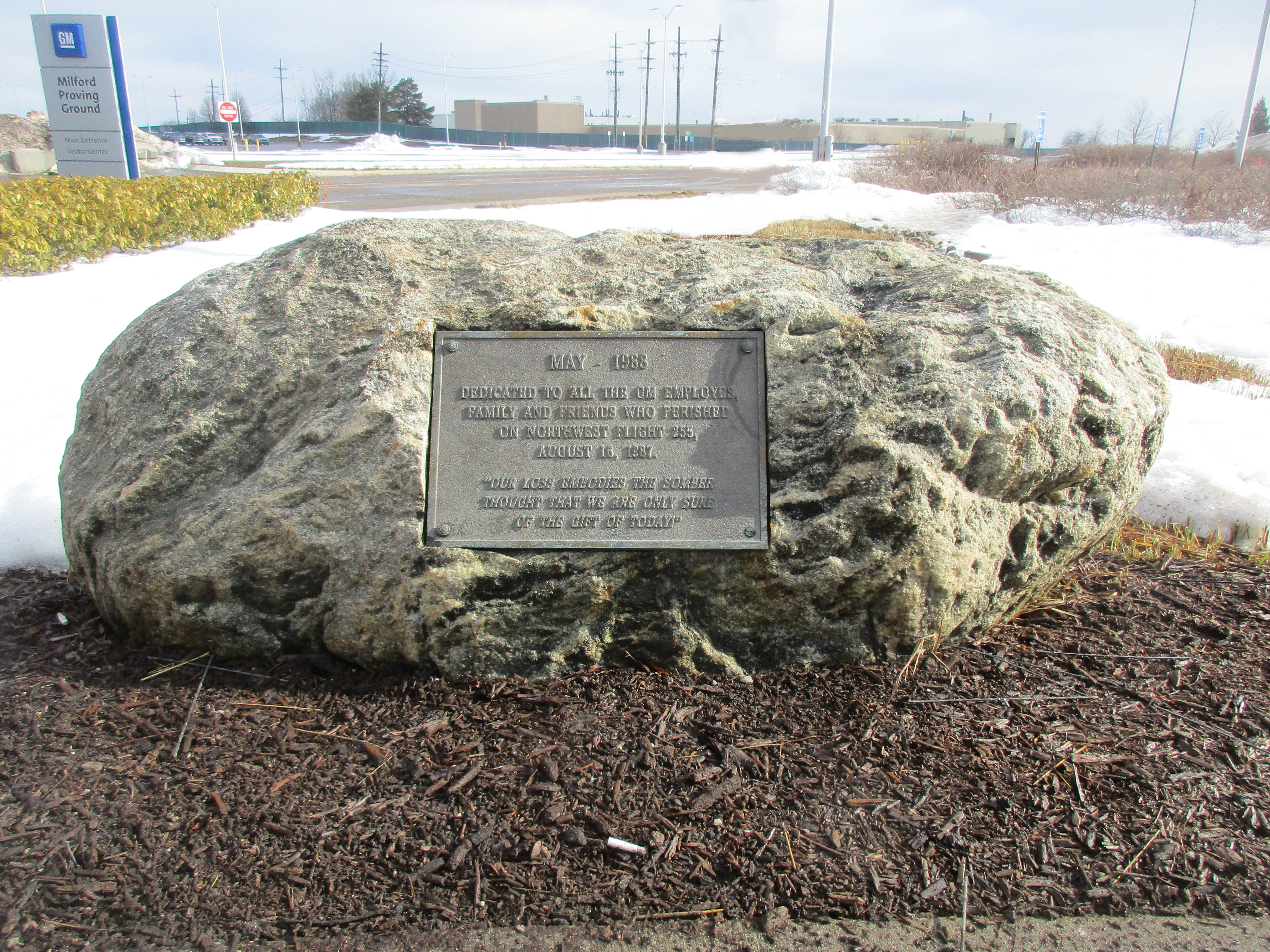
Lapide commemorativa del volo Northwest 255 al GM Proving Ground, Milford, Michigan

In memoria delle vittime nel 1994 è stato eretto un monumento commemorativo in granito nero; si trova (circondato da abeti blu del colorado) in cima alla collina tra Middlebelt Road e la I-94, il luogo dell'incidente. Il memoriale ha una colomba con un nastro nel becco con la scritta: "Il loro spirito vive ancora ..."; sotto ci sono i nomi di coloro che sono morti nello schianto. Un altro monumento alle vittime (molte delle quali provenivano dalla zona di Phoenix) si trova accanto al municipio di Phoenix. Inoltre, una pietra miliare si trova al General Motors Proving Ground a Milford, MI, in memoria dei 14 dipendenti GM e dei sette membri della famiglia che morirono nell'incidente. La maggior parte si stava recando al GM Desert Proving Ground a Mesa, in Arizona.

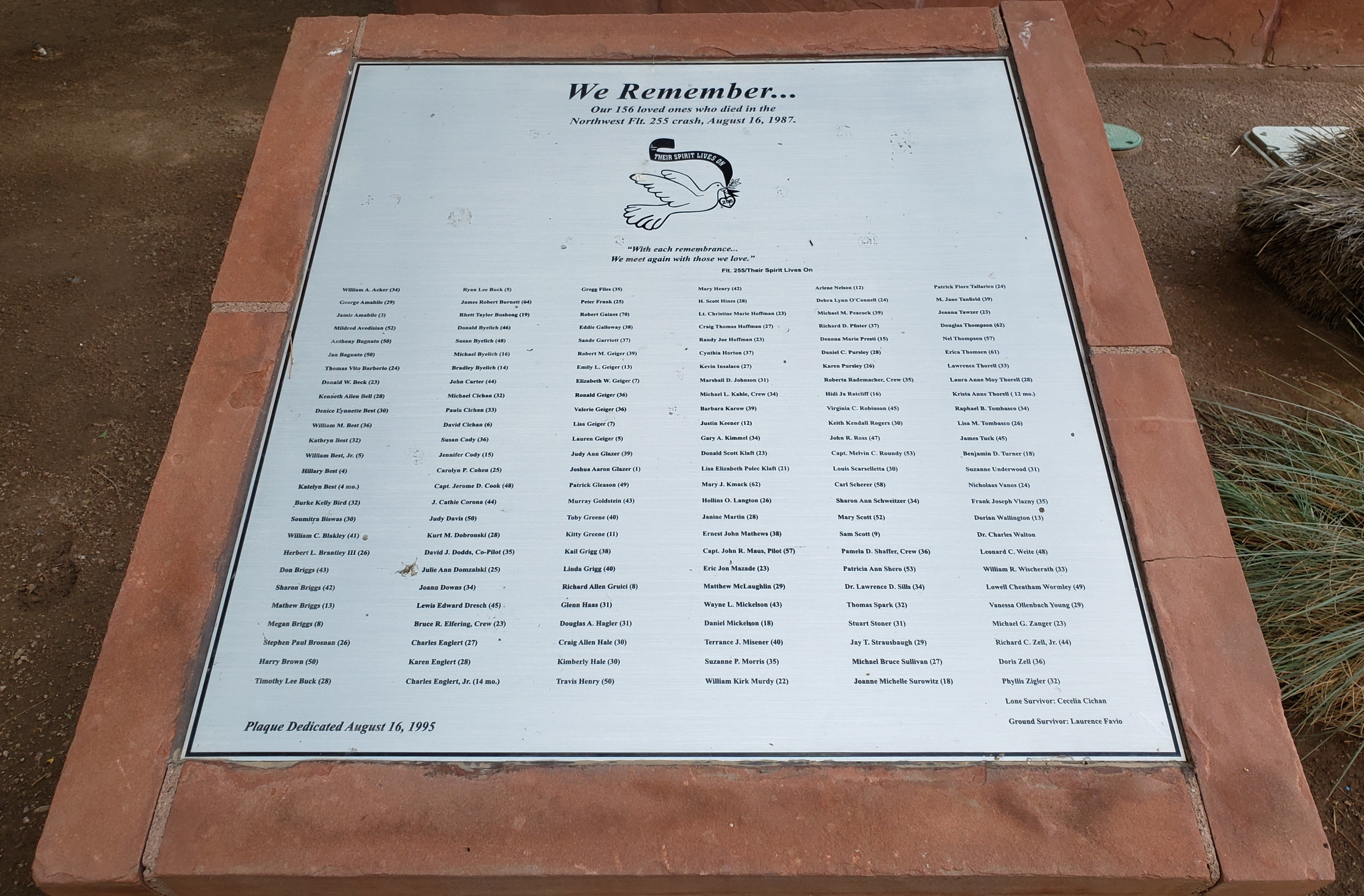
Targa commemorativa del volo Northwest 255 nel centro di Phoenix

Il 16 agosto 2007, il 20º anniversario dell'incidente, sul luogo si è tenuta una cerimonia commemorativa. Per alcune persone colpite dall'incidente, questo è stato il primo ritorno sul posto dopo l'incidente.
Il 16 agosto 2012, il 25º anniversario dell'incidente, si è tenuta un'altra cerimonia commemorativa sul luogo dell'incidente. Hanno partecipato familiari e amici delle vittime e altre persone provenienti da tutta l'area metropolitana di Detroit (compresi i media locali) e un prete locale ha letto ad alta voce il nome di ciascuna vittima. Altre due cerimonie commemorative si sono svolte lì il 16 agosto 2017, il 30º anniversario, e il 16 agosto 2022, il 35º anniversario. Gli incontri annuali erano diventati una tradizione.

## Il volo 255 nei media
L'incidente dell'MD-82 della Northwest Airlines è stato analizzato nell'episodio Caos in cabina della nona stagione del documentario Indagini ad alta quota trasmesso da National Geographic Channel.